# Anel de Dedekind
Em álgebra abstrata, um anel de Dedekind ou domínio de Dedekind, em homenagem a Richard Dedekind, é um domínio integral {\displaystyle A} satisfazendo as seguintes três condições:
1. {\displaystyle A} é um anel noetheriano;
2. {\displaystyle A} é integralmente fechado;
3. Cada primo ideal diferente de zero de {\displaystyle A} é maximal.